# Joseph Anthony Irudayaraj
Joseph Anthony Irudayaraj SDB (* 4. Oktober 1935 in Pursawalkam; † 29. November 2019 in Chennai) war ein indischer Ordensgeistlicher und römisch-katholischer Bischof von Dharmapuri.

## Leben
Joseph Anthony Irudayaraj trat der Ordensgemeinschaft der Salesianer Don Boscos bei und empfing am 20. April 1965 die Priesterweihe.
Papst Johannes Paul II. ernannte ihn am  24. Januar 1997 zum Bischof von Dharmapuri. Der emeritierte Kardinalpräfekt der Kongregation für die orientalischen Kirchen, Duraisamy Simon Kardinal Lourdusamy, weihte ihn am 24. April desselben Jahres zum Bischof; Mitkonsekratoren waren James Masilamony Arul Das, Erzbischof von Madras-Mylapore, und Michael Augustine, Erzbischof von Pondicherry und Cuddalore.
Am 13. Januar 2012 nahm Papst Benedikt XVI. das von Joseph Anthony Irudayaraj aus Altersgründen vorgebrachte Rücktrittsgesuch an.